# Rákosborzasztó
Rákosborzasztó, avagy Rákosrettenet Budapest egy kitalált településrésze, amely a taxis szlengben a belvároshoz viszonyítva borzasztó messze lévő peremkerületi helyet jelent. Régen, amikor ilyen városrészbe kellett utast szállítania egy budapesti taxinak, akkor az biztos bevételcsökkenést jelentett számukra és a burkolatlan, rossz földutak miatt a tengelytörés sem volt ritka. Rákosborzasztónak nincs pontos helyhez kötődő denotátuma, csak azt tudjuk róla, hogy Budapest belvárosától távoli kerület, lakótelep.

## Elméletek az elnevezés eredetéről
Budapest XV., XVI. és XVII. kerületében – a Rákos-patak közelsége miatt – számos Rákos előtagú nevet viselő városrész található: Rákoscsaba, Rákoscsaba-Újtelep,  Rákoshegy, Rákoskeresztúr, Rákoskert, Rákosliget, Rákospalota valamint Rákosszentmihály. Ezek a városrészek mind a városközponttól távoli peremkerületek részei. Ilyen körülmények között érthető, hogy a pestiek földrajzi tájékozottsága nem terjed ki minden egyes – akár eldugott – Rákos… helyének pontos ismeretére, emiatt alakult ki a Rákosborzasztó mint gúnynév használata azok körében, akik a Nagykörúton belülről nem szoktak kimozdulni.
Egy másik elmélet arra alapoz, hogy a Rákos-patak régióján a MÁV számos vasúti fővonala is áthalad, és ezek állomás- illetve megállóhelyneveiben is szerepel a Rákos szó. Így a Budapest–Szob-vasútvonalon Rákosrendező és Rákospalota-Újpest vasútállomás illetve Rákospalota-Kertváros megállóhely; a Budapest–Hatvan-vasútvonalon Rákos vasútállomás, illetve Rákosliget, Rákoscsaba, Rákoscsaba-Újtelep megállóhelyek; valamint a Budapest–Újszász–Szolnok-vasútvonalon Rákos és Rákoshegy állomás, valamint Rákoskert megállóhely található. Mivel egyes – sokszor igen távolról érkező – személyvonatok az elővárosi közlekedésben is részt vesznek, ezeken a helyeken is megállnak. A távolról érkező utasok számára – már több óra egy helyben ülést követően – kínzóan üdítő az utazás utolsó perceit minden második saroknál megállva tölteni. Így alakult ki a „…már Rákosborzasztón vagyunk, pár perc múlva a Keletibe / Nyugatiba érkezünk!” mondás, valamint maga a Rákosborzasztó kifejezés is.

## Példák
- „Ó, az kinn van valahol Rákosborzasztón!”
- „Már Rákosborzasztón vagyunk, pár perc múlva a Keletibe érkezünk!”
- „Már megint Rákosborzasztóra hívtak!”
- „Elindulok Rákosborzasztóra lassan.”
- „Már megint kint vagy Rákosborzasztón? Én nem megyek el még egyszer oda, az biztos!”

### Kapcsolódó szócikk
- Fiktív helynevek Magyarországon